# Малышев, Сергей Андреевич
Сергей Андреевич Малышев (6 августа 1854, Сердобский уезд, Саратовская губерния — 1920, Сердобск, Саратовская губерния) — русский революционер, народник.

## Биография
Родился в дворянской семье землевладельцев Саратовской губернии.
Окончил Белоцерковское реальное училище (по другим сведениям — Саратовскую гимназию). В 1870-х годах — студент Петровской Земледельческой академии в Москве.
Проживая в своём имении (хуторе) Дубровка Трескинской волости Сердобского уезда (ныне Колышлейского района Пензенской области), обыскан полицией в 1875 году, вследствие подозрения в распространении им запрещённых книг. По Высочайшему повелению 26 мая 1875 году дело о нём за недостатком улик прекращено. В 1878 году находился под негласным надзором полиции ввиду подозрения в принадлежности его к пропагандистам (в его имении в 1878 году проживали сестры Александра и Прасковья Ивановские и другие политически неблагонадёжные лица).
Пострадал при избиении московскими охотнорядцами студентов в апреле 1878 года.
Арестован в Москве в ночь на 7 марта 1879 года по подозрению в участии в убийстве агента Департамента полиции Н. В. Рейнштейна. Привлечен к дознанию, возникшему 6 марта 1879 году в Московском жандармском управлении, вследствие полученных о негласных сведений о том, что Малышев намерен образовать в Москве революционный кружок и что у него в 1878 году хранились части типографского станка и шрифт для нужд этого кружка. Заключён под стражу и находился в заключении более трёх месяцев. По освобождении в июне 1879 году обязан подпискою о невыезде и подчинён гласному надзору полиции.
Снова арестован 21 июня 1879 года по требованию начальника Саратовского губернского жандармского управления и отправлен в Саратовский тюремный замок как обвиняемый по дознанию, возникшему в июне 1879 году в Петровском уезде, ввиду нахождения в его имении запрещённых изданий. Обвинялся в принадлежности к преступному сообществу и в пропаганде противоправительственных идей. Освобождён из-под стражи под залог в 2000 рублей.
Снова обыскан и арестован в Москве 27 октября 1879 года ввиду проживания в его квартире Александры Семёновны Ивановской, не имевшей права на жительство в столицах. По Высочайшему повелению 2 июля 1880 года дело по обвинению в принадлежности к преступному сообществу в Саратовской губернии разрешено в административном порядке с высылкой его на три года в Западную Сибирь под надзор полиции, с дозволением возвращения по истечении срока на родину в случае, если он не будет замечен ни в чём предосудительном.
В октябре 1880 года водворён на жительство в Туринске (Тобольская губерния). В 1881 году, ввиду его политической неблагонадежности, срок надзора продлён до 1886 года. По возвращении из ссылки жил в Саратовской губернии; занимался сельским хозяйством а своём поместье. Гласный надзор снят в октябре 1888 года с учреждением негласного и воспрещением жить в столичных губерниях.
В 1892 году утверждён почётным мировым судьёй по Сердобскому уезду (Саратовская губерния). Жил в имении, где, по сведениям Департамента полиции, его посещали «неблагонадёжные лица». В 1903 году освобождён от негласного надзора.
Умер в Сердобске в 1920 году.

## Семья
- Жена — Ивановская, Александра Семёновна.